# Willem van Rijn
Willem van Rijn (Scheveningen, 29 december 1915 – Den Haag, 20 oktober 1997) was een Nederlands militair. Van 1972 tot zijn eigen vertrek in 1973 was hij als voorzitter van het Comité van de Verenigde Chefs van Staven de hoogste militaire adviseur van de minister.

## De studie
Willem van Rijn werd, na het behalen van het eindexamen HBS-B reserveofficier van de Infanterie, waarna hij een loopbaan begon bij het Haags gasbedrijf. Zijn goede vriend, landmachtofficier (en later generaal) Dirk de Vries overtuigde hem dat hij in de wieg was gelegd voor het militaire vak, en eigenlijk beroepsofficier zou moeten worden. Na een vergeefse sollicitatie in 1937 werd hij in 1938 wel geselecteerd voor deze opleiding aan de Koninklijke Militaire Academie (KMA) in Breda, waarna hij in 1939 wederom werd benoemd tot tweede luitenant, maar nu als beroepsofficier.

## De oorlog
Na het slagen aan de KMA werd hij als pelotonscommandant ingedeeld bij het 4e Regiment Infanterie (hoofdkwartier Leiden) en gelegerd op Waalsdorp. Gedurende de meidagen van 1940 nam hij deel aan acties bij Ypenburg, Haagse Schouw en Pijnenburg. Na de Nederlandse capitulatie is hij weer gaan werken bij het Haagse gasbedrijf.  Op 15 mei 1942  werd hij  in Breda door de Duitsers opgepakt en afgevoerd naar krijgsgevangenschap in Stanislau, Neubrandenburg en Neurenberg. Gedurende zijn gevangenschap bereidde van Rijn zich voor op zijn Staatsexamen Gymnasium en na de oorlog slaagde hij hiervoor.

## Hogere functies
Na de oorlog hervatte van Rijn de actieve dienst. In de jaren 1953 t/m 55 studeerde inmiddels kapitein Van Rijn aan de Hogere Intendanceschool en vervolgens volgde hij de opleiding Hogere Militaire Vorming aan de Hogere Krijgsschool in Den-Haag. Van 1956 tot 1959 werkte hij als logistiek medewerker bij de Staf van AFCENT in Fontainebleau (Frankrijk) in de rang van majoor en later luitenant-kolonel. Na zijn tijd in Fontainebleau was hij een jaar commandant van het 12e Bataljon Garde jagers in Schaarsbergen en van 1960 t/m 63 als kolonel plaatsvervangend gouverneur, tevens hoofd Opleidingen Koninklijke Landmacht van de KMA te Breda. In 1963 werd hij bevorderd tot brigadegeneraal en benoemd tot commandant 43e Pantserbrigade in Steenwijkerwold. Een jaar later werd hij in diezelfde rang chef-staf van het 1e Legerkorps in Apeldoorn en daarna souschef bij de Generale Staf in Den-Haag. In 1966 werd hij bevorderd tot generaal-majoor en benoemd tot plaatsvervangend chef Generale Staf, tevens plaatsvervangend bevelhebber der Landstrijdkrachten. In december 1968 volgde hij luitenant-generaal van der Veen op als chef Generale Staf/bevelhebber der Landstrijdkrachten (CGS/BLS) in de rang van luitenant-generaal. Deze functie vervulde hij tot december 1971, waarna hij in januari 1972 door de Regering werd benoemd tot voorzitter van het Comité van de Verenigde Chefs van Staven (een voorloper van de huidige functie van commandant der Strijdkrachten (CDS)). In 1973 werd hij door H.M. de Koningin benoemd tot haar adjudant in Buitengewone dienst.

## Aftreden en latere leven
Van Rijn trad op 25 juni 1973 af, omdat hij de verantwoording niet wilde dragen voor een defensiebudget dat onvoldoende was. Volgens minister Vredeling motiveerde Van Rijn zijn ontslagaanvraag met de mening "dat door bepaalde beslissingen van opeenvolgende kabinetten het aanzien van de strijdkrachten, zomede de discipline en dus de gevechtskracht zijn geschaad, terwijl in de komende tijd niet op een herroeping mag worden gerekend; de inspanning ten behoeve van de strijdkrachten regelmatig vermindert en dat deze in de komende tijd niet voldoende zal zijn om aan de NAVO-verplichtingen te voldoen. De generaal meent dat hij door in functie te blijven de indruk zou wekken met de gang van zaken in te stemmen." Een aantal maanden later brak de Generaalsruzie uit, waardoor nog vier opperofficieren van de Koninklijke Landmacht opstapten.
Na zijn militaire loopbaan heeft van Rijn zich ingezet voor de Nederlandse Hartstichting en het Rode Kruis en zette hij zich in voor het bejaardentehuis Deo Gratius in Scheveningen.
Willem van Rijn overleed op 20 oktober 1997 op 81-jarige leeftijd na een kort ziekbed. Hij trouwde een week voordat de oorlog uitbrak met Catharina Anna (Tine) Jongeling (Den Bommel, 1913 - Den Haag, 1991), samen kregen ze twee zonen. De oudste zoon, Egmond van Rijn (1946), werd later officier bij de Koninklijke Marine en de jongste zoon, Frank van Rijn (1948), is schrijver en wereldfietser.

## Onderscheidingen
Gedurende zijn loopbaan heeft van Rijn onder meer de volgende onderscheidingen gekregen:
 Commandeur in de Orde van Oranje-Nassau met de Zwaarden (bij bevordering)

 Ridder in de Orde van de Nederlandse Leeuw

 Oorlogsherinneringskruis met gesp

 Onderscheidingsteken voor Langdurige Dienst als Officier, cijfer XXX

 Inhuldigingsmedaille 1980 (als Adjudant in buitengewone dienst ontvangen)

 Vaardigheidsmedaille van de Nederlandse Sport Federatie (2 deelnames)

 Kruis voor de Tweedaagse Militaire Prestatietocht

 Orde van der Ster Mahaputera van Indonesië (2e klasse)

 Grootkruis in de Orde van de Leeuw met ster van Finland

 Commandeur in de Legion of Merit van Amerika
 Onderscheidingsteken Hogere Militaire Vorming (HMV) ('Gouden zon‘)